# گارفورث
گارفورث (به انگلیسی: Garforth) یک شهرک در بریتانیا است که در لیدز واقع شده‌است. گارفورث ۱۹٬۸۱۱ نفر جمعیت دارد.